# Половнево (Рязанская область)
Половнево — село Грязновского сельского поселения Михайловского района Рязанской области России.

## Общие сведение

### География
Село находится в 7 км к юго-западу от Грязного и в 39 км к югу от Михайлова. Расположилось оно на правом берегу реки Прони. На противоположном берегу реки находится д. Бутырки.

### Население
| 1858 | 1859 | 1906 | 1996 | 2007 | 2010 |
| ---- | ---- | ---- | ---- | ---- | ---- |
| 352  | ↗366 | ↗421 | ↘5   | ↘2   | ↘1   |

### Климат
Климат умеренно континентальный, характеризующийся тёплым, но неустойчивым летом, умеренно-суровой и снежной зимой. Ветровой режим формируется под влиянием циркуляционных факторов климата и физико-географических особенностей местности. Атмосферные осадки определяются главным образом циклонической деятельностью и в течение года распределяются неравномерно.
Согласно статистике ближайшего крупного населённого пункта — г. Рязани, средняя температура января −7.0 °C (днём) / −13.7 °C (ночью), июля +24.2 °C (днём) / +13.9 °C (ночью).
Осадков около 553 мм в год, максимум летом.
Вегетационный период около 180 дней.

## История
В 1594—1597 гг. упоминается как деревня в Моржевском стане.
Половнево, вместе с Сергиевской церковью, упоминается в 1667—1698 гг: «А то новоселебное село Полонево отошло из прихода села Поздное».
В 1772 году из села Одершено была перенесена церковь вместо прежней сгоревшей. / Церковь Преображенская из села Одерихино в 1782 году была перенесена в село Половнево, в которой  своя церковь сгорела.
В 1801 княгиня А. И. Несвицкая построила каменную церковь в честь апостолов Петра и Павла и святого Петра — митрополита в Москве.
В состав прихода входили Половнево, Подобреево и Бутырки.
В 1858 году владельцем села был К.П. Нарышкину.
В 1859 году деревня относилась к 1-му стану Михайловского уезда.
В 1885 году в селе был свой кабак, росло до 50-и плодовых деревьев, насчитывалось 25 колод пчёл.
Хлеб сбывался на станции Клекотки, в Михайлове, а также на базарах в сёлах Лужки и Горлово.
До 2004 года село Половнево входило в Грязновский сельский округ.

## Усадьба Половнево
Усадьба основана во второй половине XVIII века участником дворцового переворота 1762 года князем И.В. Несвицким (1740—1806) с женою княжной А. И. Несвицкой.
В середине XIX века принадлежала действительному статскому советнику и камергеру К.П. Нарышкину (1806—1880), а после его дочери фрейлине М.К. Нарышкиной (1861—1929).